# Barracudasaurus
Barracudasaurus is een dubieus geslacht van uitgestorven ichthyosauriërs uit het Trias van China, met als enige soort Barracudasaurus maotaiensis.

## Naamgeving
Mixosaurus? maotaiensis Young 1962, waarvan de soortaanduiding naar de prefectuur Maotai verwijst, kreeg in 2005 het eigen geslacht Barracudasaurus, een verwijzing naar de uiterlijke gelijkenis met een barracuda.
Het holotype is IVPP V 2468, een skelet zonder schedel uit de Guanlingformatie.

## Beschrijving
Barracudasaurus had langwerpige, conische premaxillaire tanden met afgeronde dwarsdoorsnede en grote tussenruimte. Het bovenkaaksbeen is kort aan de voorzijde.